# 1012
El 1012 (MXII) fou un any de traspàs començat en dimarts que pertany al segle xi i, per tant, a la plena edat mitjana.

## Esdeveniments
- Ramon Borrell conquesta el Penedès, que s'incorpora al Comtat de Barcelona
- S'anomena Papa a Benet VIII.
- Creació de l'Emirat d'Àrkuix
- Al-Hàkim (fatimita) comença la persecució dels no musulmans a Egipte

## Naixements
- Cai Xiang cal·lígraf xinès (mort el 1067)

## Necrològiques
- Sergi IV, papa
- Roger I de Carcassona